# 福本誠
福本 誠（ふくもと まこと、1976年7月14日 - ）は、東京都日野市出身の元プロ野球選手（内野手）。

## 来歴

### プロ入り前
東京都日野市を拠点とする『東京日野リトル・シニアリーグ』出身選手初のプロ野球選手。同リーグの監督の推薦もあり法政二高に進学。大学を通じての1年先輩に伊達昌司がいた。
法政大学では4年春に遊撃手のレギュラーとなり、7盗塁を記録し、ベストナインを受賞した。リーグ通算42試合、74打数20安打1本塁打15打点、打率.270。
1998年度ドラフト会議にて横浜ベイスターズから4位指名を受け、入団。

### 横浜時代
1999年（1年目）から一軍を経験し、2試合に出場した。
2002年は後半戦から若手起用の一環で積極的にスタメンで使われ、自己最多の36試合に出場し、打率.271を記録した。
2003年以降は二軍では安定した成績を残していたが一軍での出場機会がほとんどなかった。
2006年に戦力外通告を受け、現役を引退。

### 現役引退後
横浜球団の職員に転身。野手出身でありながら、「チームサポーター」（打撃投手）を務めている。チーム名が横浜DeNAベイスターズに変更されてからは、査定担当補佐を兼務。本拠地の横浜スタジアムで大半の試合が開催された2021年の2020東京オリンピック・野球競技では、野球日本代表チームの打撃投手（背番号101）として帯同し、正式競技としては初めての金メダル獲得に貢献した。

## プレースタイル・人物
内野から外野までほぼ全てを守れ、特にショートの守備には安定感があった。
尚、『東京日野リトル・シニアリーグ』の2学年上には、ねづっちがいた。

## 詳細情報

### 年度別打撃成績
| 年 度     | 球 団     | 試 合 | 打 席 | 打 数 | 得 点 | 安 打 | 二 塁 打 | 三 塁 打 | 本 塁 打 | 塁 打 | 打 点 | 盗 塁 | 盗 塁 死 | 犠 打 | 犠 飛 | 四 球 | 敬 遠 | 死 球 | 三 振 | 併 殺 打 | 打 率 | 出 塁 率 | 長 打 率 | O P S |
| --------- | --------- | ----- | ----- | ----- | ----- | ----- | -------- | -------- | -------- | ----- | ----- | ----- | -------- | ----- | ----- | ----- | ----- | ----- | ----- | -------- | ----- | -------- | -------- | ----- |
| 1999      | 横浜      | 2     | 4     | 3     | 0     | 1     | 0        | 0        | 0        | 1     | 0     | 0     | 0        | 0     | 0     | 1     | 0     | 0     | 1     | 0        | .333  | .500     | .333     | .833  |
| 2001      | 横浜      | 2     | 0     | 0     | 1     | 0     | 0        | 0        | 0        | 0     | 0     | 0     | 0        | 0     | 0     | 0     | 0     | 0     | 0     | 0        | ----  | ----     | ----     | ----  |
| 2002      | 横浜      | 36    | 88    | 70    | 9     | 19    | 1        | 0        | 0        | 20    | 8     | 2     | 3        | 9     | 1     | 6     | 0     | 2     | 12    | 1        | .271  | .342     | .286     | .627  |
| 2003      | 横浜      | 12    | 9     | 9     | 0     | 1     | 0        | 0        | 0        | 1     | 0     | 0     | 1        | 0     | 0     | 0     | 0     | 0     | 4     | 0        | .111  | .111     | .111     | .222  |
| 2004      | 横浜      | 3     | 2     | 2     | 0     | 0     | 0        | 0        | 0        | 0     | 0     | 0     | 0        | 0     | 0     | 0     | 0     | 0     | 2     | 0        | .000  | .000     | .000     | .000  |
| 通算：5年 | 通算：5年 | 55    | 103   | 84    | 10    | 21    | 1        | 0        | 0        | 22    | 8     | 2     | 4        | 9     | 1     | 7     | 0     | 2     | 19    | 1        | .250  | .319     | .262     | .581  |

### 記録
- 初出場・初先発出場：1999年10月13日、対ヤクルトスワローズ25回戦（明治神宮野球場）、8番・三塁手で先発出場
- 初打席・初安打：同上、3回表にジェイソン・ハッカミーから左前安打
- 初打点：2002年8月7日、対読売ジャイアンツ17回戦（横浜スタジアム）、4回裏に高橋尚成から二塁ゴロの間に記録
- 初盗塁：2002年9月10日、対広島東洋カープ19回戦（長崎ビッグNスタジアム）、1回裏に二盗（投手：高橋建、捕手：西山秀二）

### 背番号
- 45 （1999年 - 2006年）
- 107 （2007年 - 2014年）
- 117 （2015年 - ）